# Stadshederstitlar i Nazityskland

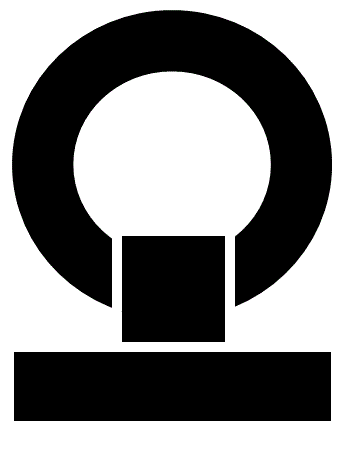
Logotypen för Reichswerke Hermann Göring i Salzgitter, en av städerna med en stadshederstitel

I Nazityskland hade man som skick att ge städer en stadshederstitel. 
Långt tidigare, år 1871, hade Berlin givits titeln Rikshuvudstad (Reichshauptstadt). Också Hamburgs tillnamn, Porten mot världen (Tor zur Welt), passade bra för en stat med ambitioner att bli en stormakt och behölls därför. Hamburgs betydelse som en dörr mot omvärlden skulle accentueras ytterligare genom lagen som reglerade markfördelningen mellan Hamburg och Fristaten Preussen, den så kallade Groß-Hamburg-Gesetz. 
Redan år 1925 hade Adolf Hitler i sin bok Mein Kampf avhandlat ämnet tyska städer och han klandrade dem för att under 1800-talet ha förringat sin karaktär som kulturbärande städer.

## Städer med stadshederstitel
Följande städer bar en stadshederstitel som tilldelades under den här tiden:
| Stad                      | Stadshederstitel                                                              | Från             | Anmärkning                                                                                    |
| ------------------------- | ----------------------------------------------------------------------------- | ---------------- | --------------------------------------------------------------------------------------------- |
| Braunschweig              | Die deutsche Siedlungsstadt                                                   |                  | "Den tyska nybyggarstaden", självtilldelad titel                                              |
| Bremen                    | Stadt der Kolonien                                                            |                  | "Kolonistaden"                                                                                |
| Coburg                    | Erste nationalsozialistische Stadt Deutschlands                               | 1939             | "Den första nationalsocialistiska staden i Tyskland", se även Coburg under den nazityska eran |
| Frankfurt am Main         | Stadt des deutschen Handwerks                                                 | 1935             | "Det tyska hantverkets stad", se även Friedrich Krebs                                         |
| Goslar                    | Reichsbauernstadt                                                             | 1936             | "Riksbondestaden"                                                                             |
| Graz                      | Stadt der Volkserhebung                                                       | 25 juli 1938     | "Folkresningens stad"                                                                         |
| Innsbruck                 | Stadt der deutschen Bergsteiger                                               |                  | "De tyska bergsbestigarnas stad"                                                              |
| Landsberg am Lech         | Stadt der Jugend                                                              | 1937             | "Ungdomsstaden", se även Landsberg am Lech under den nazityska eran                           |
| Leipzig                   | Reichsmessestadt                                                              | 20 december 1937 | "Riksmässestaden"                                                                             |
| Linz                      | först: Jugendstadt des Führers respektive Heimatstadt des Führers             |                  | först: "Führerns ungdomsstad" respektive "Führerns hemstad"                                   |
| Linz                      | slutligen: - Gründungsstadt des Großdeutschen Reichs - Patenstadt des Führers | 1938             | slutligen: - "Staden för det Stortyska Rikets grundande" - "Führerns fadderstad"              |
| München                   | - Hauptstadt der deutschen Kunst - Hauptstadt der Bewegung                    | 1933 1935        | - "Den tyska konstens huvudstad" - "Rörelsens huvudstad"                                      |
| Neumarkt in der Oberpfalz | Dietrich-Eckart-Stadt'                                                        |                  | se även Dietrich Eckart                                                                       |
| Nürnberg                  | Stadt der Reichsparteitage                                                    | 7 juli 1936      | "Rikspartidagarnas stad"                                                                      |
| Salzburg                  | Stadt der Lebensforschung                                                     |                  | "Livsvetenskapens stad"                                                                       |
| Salzgitter                | Stadt der Hermann-Göring-Werke                                                |                  | "Hermann-Göring-verkens stad"                                                                 |
| Soest                     | Stadt des deutschen Mittelalters                                              |                  | "Den tyska medeltidens stad"                                                                  |
| Stuttgart                 | Stadt der Auslandsdeutschen                                                   | 1936             | "Utlandstyskarnas stad", se även Karl Strölin                                                 |
| Wels                      | Stadt der Bewegung                                                            |                  | "Rörelsens stad"                                                                              |
| Wolfsburg                 | Stadt des KdF-Wagens                                                          | 1939             | "KdF-bilens stad", det första namnet på det som sedan blev Wolfsburg                          |

### Översättning
Den här artikeln är helt eller delvis baserad på material från tyskspråkiga Wikipedia.